# 디버깅 패턴
디버깅 패턴 (Debugging patterns)은 소프트웨어 시스템의 버그를 수정하고 바로잡는 절차에 대한 포괄적인 집합들을 묘사한다. 이것은 특정한 문맥에서의 특정한 버그나 버그 타입과 관련된, 되풀이돼서 발생하는 문제에 대한 해결책이다.
버그 패턴은 패턴의 특정 타입이다.
디버깅 패턴들에 대한 예시는 아래와 같다.
- Noise 버그 패턴 제거 - 시스템의 모든 다른 노이즈 를 제거함으로써 특정한 버그를 고립시키고 노출시킨다. 이것은 당신이 실질적인 문제에 집중할 수 있게 해준다.
- 순환되는 버그 패턴 - 유닛 테스트를 통해 버그를 노출시킨다. 표준 빌드의 한 부분으로서 이 유닛 테스트를 그 순간 이후로 계속 실행한다. 이것은 버그가 다시 발생하지 않는다는 것을 보장한다.
- 특정한 시간의 버그 패턴 - 지속적으로 실행되다가 예상되는 오류 발생 시 실패하는 연속 테스트를 씀으로써 버그를 노출시킨다. 이것은 일시적인 버그에 유용하다.

## 같이 보기
- 디자인 패턴
- 설계 양식 (컴퓨터 과학)